# Nigrotipula bathroxantha
Nigrotipula bathroxantha är en tvåvingeart som först beskrevs av Alexander 1961.  Nigrotipula bathroxantha ingår i släktet Nigrotipula och familjen storharkrankar. Inga underarter finns listade i Catalogue of Life.